# النظام التعليمي
النظام التعليمي هو منهج في التعليم الجامعي، والهدف الرئيسي في ذلك هو في تنظيم مجموعة صغيرة جدا للتدريس، تأسست ولا زالت تمارس من خلال جامعة اكسفورد وجامعة كامبريدج في المملكة المتحدة، بالإضافة إلى حضور المحاضرات وباقي الصفوف، الطلاب يدرسون بواسطة الهيئة التدريسية في مجموعات تتكون من شخص إلى ثلاثة اشخاص اسبوعيا. هذه الفصول تسمى «الدروس» في جامعة أكسفورد و «الاشراف» في جامعة كامبريدج. فائدة واحدة من النظام التعليمي هي ان الطلاب يتلقون ردة فعل مباشرة على مقالاتهم الاسبوعية أو بيئة مناقشات صغيرة، أيضا جامعة باكنغهام تمارس النظام التعليمي الاسبوعي منذ ان كانت منشئة على أنها جامعة انجلند الخاصة الأولى في 1970.
بشكل عام دروس الطلاب أكثر اكاديما وتحديا وصرامة من المحاضرات الاساسية وكورسات تصميم الاختبار، لان الطلاب خلال كل فصل يتوقعون التواصل شفهيا، الدفاع، التحليل ونقد افكار الاخرين وافكارهم في حوارات مع المعلم وباقي الزملاء. النظام التعليمي كمثال تربوي لديه قيمة عظيمة لانه يخلق التعليم ويقيم الفرص التي هي اصيلة للغاية ويصعب تزييفها.
اعداد قليلة من الجامعات خارج المملكة المتحدة لديهم نظام تعليمي متأثر بنظام اكسفورد: مدرسة اوميغا للدراسات العليا في تينيسسا، كلية ويليام في ماساشوسيتس، الكلية التعليمية مع مرتبة الشرف في جامعة شيو، كلية سارة لورانس في نيويورك، الكلية الجديدة في فلوريدا، وبكالوريس الفن مع تخصص الدراسات الليبرالية في جامعة كابيلانو في شمال فانكوفر، كندا. هذه الدروس احيانا محدودة، أو يتم تقيديها في برامج «مراتب الشرف»، أو تقديمها ك حصص فردية أفضل من ان تصبح الميزة الرئيسية في تدريس الجامعة. في فرنسا، نظام الطبقة التحضيرية للمدارس الكبيرة لديه نظام مشابه للامتحانات الشفهية الاسبوعية، تسمى " khôlles "، من خلال مجموعات تتكون من اثنين أو ثلاثة.